# 迈克·诺伦
迈克·诺伦（德語：Maike Nollen，1977年11月15日—），德国女子皮划艇运动员。她曾代表德国参加2004年夏季奥林匹克运动会皮划艇比赛，获得女子四人皮艇500米金牌。